# Arcidiocesi di Puebla de los Ángeles
L'arcidiocesi di Puebla de los Ángeles (in latino Archidioecesis Angelorum) è una sede metropolitana della Chiesa cattolica in Messico. Nel 2023 contava 3.074.000 battezzati su 4.005.517 abitanti. È retta dall'arcivescovo Victor Sánchez Espinosa.

## Territorio
L'arcidiocesi comprende 154 dei 217 comuni dello stato messicano di Puebla; non appartengono all'arcidiocesi la parte sud-orientale e alcune zone della parte settentrionale.
Sede arcivescovile è la città di Puebla de Zaragoza, dove si trova la cattedrale dell'Immacolata Concezione di Maria Vergine. La cattedrale precedente, in funzione dal 1525 al 1543 e intitolata all'Assunzione di Maria Vergine, si trova ora fuori dai confini dell'arcidiocesi, a Tlaxcala, nell'omonima diocesi, ed è oggi in rovina. Il centro storico di Puebla de Zaragoza, patrimonio dell'umanità, conserva diversi edifici religiosi.
Il territorio si estende su una superficie di 20.937 km² ed è suddiviso in 319 parrocchie, raggruppate in 6 zone pastorali, a loro volta suddivise in 31 decanati.

### Provincia ecclesiastica
La provincia ecclesiastica di Puebla de los Ángeles, istituita nel 1903, comprende le seguenti suffraganee:
- la diocesi di Huajuapan de León, eretta nel 1902;
- la diocesi di Tlaxcala, eretta nel 1959;
- la diocesi di Tehuacán, eretta nel 1962.

## Storia
La diocesi Carolensis, con sede in Yucatán, fu eretta il 24 gennaio 1519 da papa Leone X con la bolla Sacri apostolatus ministerio.  Si trattava della prima diocesi della Nuova Spagna. Il nome della diocesi fu scelto in onore dell'imperatore Carlo V. Era originariamente suffraganea dell'arcidiocesi di Siviglia. La sede della diocesi era posta in una città di recente fondazione, chiamata Città carolense, in cui, secondo la bolla, era stata eretta la parrocchia della Madonna dei Rimedi, che fu elevata a cattedrale. Tuttavia, il territorio circostante era ancora inesplorato, tanto che nella bolla di erezione della diocesi si dichiara che ancora non si sa se lo Yucatán sia un'isola di grandi dimensioni o un nuovo continente. Gli insediamenti spagnoli erano di difficile difesa per scarsità delle truppe e questa Città carolense, di cui la stessa fondazione rimane incerta, fu ben presto abbandonata.
La bolla di Leone X non definiva i confini della diocesi, che andarono sempre più ampliandosi con il progredire delle esplorazioni e delle conquiste spagnole sulla terraferma.  Il 13 ottobre 1525, con la bolla Devotionis tuae probata sinceritas, papa Clemente VII autorizzò il trasferimento della sede vescovile dalla città carolense a Tenuxtitlan, dove fu eretta a cattedrale la chiesa dell'Assunzione di Maria Vergine, oggi in rovina. Il vescovo Julián Garcés, già nominato nel 1519, arrivò in Messico solo nel 1527, dopo aver ricevuto in Spagna la consacrazione episcopale, e trasferì la sede della sua diocesi a Tlaxcala.
Tuttavia, per la povertà di Tlaxcala, il vescovo decise di fondare una nuova città in posizione più favorevole, a cui diede il nome di Puebla de los Ángeles e vi trasferì la sede episcopale nella seconda metà del 1539 o, secondo altre fonti, 6 giugno 1543, mantenendo tuttavia il nome di diocesi di Tlaxcala.
Il 2 settembre 1530 e il 21 luglio 1535 cedette porzioni del suo territorio a vantaggio dell'erezione rispettivamente delle diocesi di Città del Messico e di Antequera (oggi entrambe arcidiocesi).
Il 12 febbraio 1546 entrò a far parte della provincia ecclesiastica dell'arcidiocesi di Città del Messico.
In seguito cedette a più riprese porzioni del suo territorio a vantaggio dell'erezione di nuove diocesi:
- la diocesi di Yucatán (oggi arcidiocesi) il 19 novembre 1561;[10]
- la diocesi di Chilapa (oggi diocesi di Chilpancingo-Chilapa) il 16 marzo 1863;[11]
- la diocesi di Veracruz o Jalapa (oggi arcidiocesi di Jalapa) il 19 dello stesso mese;[12]
- la diocesi di Ciudad Victoria o Tamaulipas (oggi diocesi di Tampico) il 12 marzo 1870;
- la diocesi di Mixtecas (oggi diocesi di Huajuapan de León) il 25 aprile 1902.

Nel 1643 il vescovo Juan de Palafox y Mendoza fondò il seminario diocesano.
L'11 agosto 1903 è stata elevata al rango di arcidiocesi metropolitana in forza della bolla Praedecessoris Nostri di papa Pio X e ha assunto il nome attuale.
Il 19 giugno 1931 ha ceduto due parrocchie alla diocesi di Papantla.
L'8 settembre 1940, con la lettera apostolica Mexicana in ditione, papa Pio XII ha confermato la Beata Maria Vergine di Ocotlán patrona dell'arcidiocesi.
Il 23 maggio 1959 e il 13 gennaio 1962 ha ceduto ulteriori porzioni di territorio a vantaggio dell'erezione rispettivamente delle diocesi di Tlaxcala e di Tehuacán.
Il 28 gennaio 1979 l'arcidiocesi ha ricevuto la visita di papa Giovanni Paolo II in occasione della III assemblea plenaria del Consiglio episcopale latinoamericano, che si svolse a Puebla dal 27 gennaio al 13 febbraio.

## Cronotassi dei vescovi
Si omettono i periodi di sede vacante non superiori ai 2 anni o non storicamente accertati.
- Julián Garcés, O.P. † (24 gennaio 1519 - 7 dicembre 1542 deceduto)
- Pablo Gil de Talavera † (2 maggio 1544 - marzo 1545 deceduto)
  - Sede vacante (1545-1548)
- Martín Sarmiento de Hojacastro, O.F.M. † (13 giugno 1548 - 19 ottobre 1557 deceduto)
  - Sede vacante (1557-1561)
- Fernando de Villagómez † (27 giugno 1561 - 10 febbraio 1571 deceduto)
- Antonio Ruíz de Morales y Molina, O.S.Iacobi † (10 dicembre 1572 - 17 luglio 1576 deceduto)
- Diego de Romano y Govea (Vitoria) † (13 gennaio 1578 - 12 aprile 1606 deceduto)
- Alfonso de la Mota y Escobar † (12 febbraio 1607 - 16 marzo 1625 deceduto)
- Gutiérrez Bernardo de Quirós (Quiróz) † (22 giugno 1626 - 9 febbraio 1638 deceduto)
- Beato Juan de Palafox y Mendoza † (3 ottobre 1639 - 23 novembre 1653 nominato vescovo di Osma)
- Diego Osorio de Escobar y Mendoza (Llamas) † (2 agosto 1655 - 17 ottobre 1673 dimesso)
  - Juan de Sancto Mathía Sáenz de Mañozca y Murillo † (17 giugno 1675 - 1675 deceduto) (vescovo eletto)
- Manuel Fernández de Santa Cruz y Sahagún † (19 ottobre 1676 - 1º febbraio 1699 deceduto)
- Ignacio de Urbina, O.S.H. † (18 aprile 1701 - 9 aprile 1703 deceduto)
- García Felipe de Legazpi y Velasco Altamirano y Albornoz † (14 gennaio 1704 - dicembre 1705 deceduto)
- Pedro Nogales Dávila † (8 giugno 1707 - 9 luglio 1721 deceduto)
- Juan Antonio de Lardizabal y Elorza † (23 settembre 1722 - 19 febbraio 1733 deceduto)
- Benito Crespo y Monroy, O.S.Iacobi † (20 gennaio 1734 - 19 luglio 1737 deceduto)
- Pedro González García † (26 gennaio 1739 - 20 maggio 1743 nominato vescovo di Avila)
- Domingo Pantaleón Álvarez de Abreu † (20 maggio 1743 - 28 novembre 1763 deceduto)
- Francisco Fabián y Fuero † (4 febbraio 1765 - 13 settembre 1773 nominato arcivescovo di Valencia)
- Victoriano López Gonzalo † (13 settembre 1773 - 24 luglio 1786 nominato vescovo di Tortosa)
- Santiago José Hechavarría (Cheverria) y Elguezúa † (10 marzo 1788 - 19 gennaio 1789 deceduto)
- Salvador Bienpica y Sotomayor † (29 marzo 1790 - 2 agosto 1802 deceduto)
- Manuel Ignacio González de Campillo Gómez del Valle † (26 marzo 1804 - 26 febbraio 1813 deceduto)
- José Antonio Joaquín Pérez Martínez y Robles † (19 dicembre 1814 - 20 aprile 1829 deceduto)
- Francisco Pablo Vásquez Bizcaíno (y Sánchez) † (25 febbraio 1831[15] - 7 ottobre 1847 deceduto)
  - Sede vacante (1847-1852)
- José María Luciano Becerra y Jiménez † (27 settembre 1852 - 17 dicembre 1854 deceduto)
- Pelagio Antonio de Labastida y Dávalos † (23 marzo 1855 - 19 marzo 1863 nominato arcivescovo di Città del Messico)
- Carlos María Colina y Rubio † (19 marzo 1863 - 10 marzo 1879 deceduto)
- Francisco de Paula Verea y González † (19 settembre 1879 - 4 maggio 1884 deceduto)
- José María Mora y Daza † (13 novembre 1884 - 27 dicembre 1887 deceduto)
  - José María del Refugio Guerra y Alva † (1888 - 28 aprile 1888 deceduto) (vescovo eletto)
- Francisco Melitón Vargas y Gutiérrez † (1º giugno 1888 - 14 settembre 1896 deceduto)
- Perfecto Amézquita y Gutiérrez, C.M. † (3 dicembre 1896 - 27 ottobre 1900 deceduto)
- José Ramón Ibarra y González † (13 maggio 1902 - 1º febbraio 1917 deceduto)
- Enrique Sánchez y Paredes † (24 gennaio 1919 - 25 marzo 1923 deceduto)
- Pedro Vera y Zuria † (2 maggio 1924 - 28 luglio 1945 deceduto)
- José Ignacio Márquez y Tóriz † (28 luglio 1945 succeduto - 28 febbraio 1950 deceduto)
- Octaviano Márquez y Tóriz † (14 dicembre 1950 - 24 settembre 1975 deceduto)
- Ernesto Corripio y Ahumada † (11 marzo 1976 - 19 luglio 1977 nominato arcivescovo di Città del Messico)
- Rosendo Huesca Pacheco † (28 settembre 1977 - 5 febbraio 2009 ritirato)
- Victor Sánchez Espinosa, dal 5 febbraio 2009

## Statistiche
L'arcidiocesi nel 2023 su una popolazione di 4.005.517 persone contava 3.074.000 battezzati, corrispondenti al 76,7% del totale.
| anno | popolazione | popolazione | popolazione | presbiteri | presbiteri | presbiteri | presbiteri                | diaconi | religiosi | religiosi | parrocchie |
| anno | battezzati  | totale      | %           | numero     | secolari   | regolari   | battezzati per presbitero | diaconi | uomini    | donne     | parrocchie |
| ---- | ----------- | ----------- | ----------- | ---------- | ---------- | ---------- | ------------------------- | ------- | --------- | --------- | ---------- |
| 1950 | 1.470.000   | 1.500.000   | 98,0        | 352        | 286        | 66         | 4.176                     |         | 90        | 901       | 173        |
| 1966 | 1.709.800   | 1.724.846   | 99,1        | 411        | 297        | 114        | 4.160                     |         |           |           | 145        |
| 1968 | 1.796.217   | 1.838.767   | 97,7        | 531        | 281        | 250        | 3.382                     |         | 281       | 900       | 142        |
| 1976 | 1.962.774   | 2.038.668   | 96,3        | 390        | 292        | 98         | 5.032                     |         | 132       | 1.032     | 158        |
| 1980 | 2.210.512   | 2.289.942   | 96,5        | 412        | 303        | 109        | 5.365                     |         | 174       | 998       | 173        |
| 1990 | 2.855.794   | 3.173.105   | 90,0        | 419        | 330        | 89         | 6.815                     | 2       | 330       | 1.136     | 201        |
| 1999 | 4.702.264   | 4.930.529   | 95,4        | 511        | 394        | 117        | 9.202                     | 1       | 229       | 1.033     | 204        |
| 2000 | 4.585.302   | 4.967.825   | 92,3        | 524        | 404        | 120        | 8.750                     |         | 248       | 1.039     | 234        |
| 2001 | 4.709.106   | 5.101.957   | 92,3        | 528        | 395        | 133        | 8.918                     |         | 246       | 1.190     | 242        |
| 2002 | 3.567.489   | 3.809.385   | 93,6        | 507        | 407        | 100        | 7.036                     |         | 210       | 1.206     | 243        |
| 2003 | 3.971.065   | 4.291.653   | 92,5        | 513        | 404        | 109        | 7.740                     |         | 199       | 1.097     | 245        |
| 2004 | 4.054.856   | 4.382.207   | 92,5        | 528        | 407        | 121        | 7.679                     | 2       | 220       | 1.100     | 207        |
| 2011 | 4.484.000   | 4.820.000   | 93,0        | 547        | 387        | 160        | 8.197                     | 2       | 208       | 720       | 277        |
| 2016 | 3.993.674   | 5.033.788   | 79,3        | 558        | 404        | 154        | 7.157                     | 4       | 208       | 989       | 311        |
| 2019 | 5.554.200   | 7.048.600   | 78,8        | 587        | 427        | 160        | 9.462                     | 6       | 234       | 1.459     | 322        |
| 2021 | 5.660.280   | 7.182.970   | 78,8        | 739        | 439        | 300        | 7.659                     | 5       | 348       | 1.202     | 316        |
| 2023 | 3.074.000   | 4.005.517   | 76,7        | 594        | 444        | 150        | 5.175                     | 10      | 200       | 583       | 319        |